# Stade des Frères-Braci
 (novembre 2018).
Si vous disposez d'ouvrages ou d'articles de référence ou si vous connaissez des sites web de qualité traitant du thème abordé ici, merci de compléter l'article en donnant les références utiles à sa vérifiabilité et en les liant à la section « Notes et références ».
Le stade des Frères-Braci (en arabe : ملعب الإخوة براسي) est un stade situé au centre ville de Saïda. C’est l’un des plus anciens stades d'Algérie. Il peut accueillir 6 000 spectateurs.

## Histoire
Le stade municipal de Saïda est construit en 1925, il est connu alors sous le nom de stade Carde.
La tribune principale est construite en 1933 après qu'un ouragan ait endommagé le stade.

## Matches notables disputés
| Date         | Match                                              | Résultat | Type          |
| ------------ | -------------------------------------------------- | -------- | ------------- |
| 17 juin 1932 | Gaité Club Saïda France -et- SC Montpellier France | 0 - 6    | Matche Amical |